# Lo Espejo
Lo Espejo este un oraș și comună din provincia Santiago, regiunea Metropolitană Santiago, Chile, cu o populație de 112.800 locuitori (2012) și o suprafață de 7,2 km2.